# European Nations Cup Eerste Divisie 1999/00
De European Nations Cup Eerste Divisie 1999/00 is het eerste seizoen van de Eerste Divisie van de Europe Nations Cup, het hoogste niveau in de ENC.
De nieuwe competitie werd opgezet vanwege de professionalisering van het rugby en de promotie van Italië naar het Zeslandentoernooi.
De zes landen spelen een halve competitie om te bepalen wie zich Europees kampioen 2000 mag noemen. Doordat Marokko zich na dit seizoen uit de ENC trok, degradeerde niemand naar de Tweede Divisie.

## Puntensysteem
Teams kunnen als volgt punten verdienen:
- 3 punten voor een overwinning
- 2 punten voor een gelijkspel
- 1 punt voor een verloren wedstrijd
- 0 punten voor terugtrekking van een wedstrijd

## Stand

### Eindstand
| #  | Team      | GW | Win | Gel | Ver | Pnt | Voor | Tegen | Saldo |
| -- | --------- | -- | --- | --- | --- | --- | ---- | ----- | ----- |
| 1. | Roemenië  | 5  | 4   | 0   | 1   | 13  | 130  | 57    | 73    |
| 2. | Georgië   | 5  | 3   | 0   | 2   | 11  | 145  | 105   | 40    |
| 3. | Marokko   | 5  | 3   | 0   | 2   | 11  | 94   | 69    | 25    |
| 4. | Spanje    | 5  | 2   | 0   | 3   | 9   | 109  | 105   | 4     |
| 5. | Portugal  | 5  | 2   | 0   | 3   | 9   | 74   | 100   | -26   |
| 6. | Nederland | 5  | 1   | 0   | 4   | 7   | 52   | 168   | -116  |

#### Legenda
| Kleur | Kwalificatie voor      |
| ----- | ---------------------- |
|       | Europees kampioen 2000 |

## Wedstrijden
| 6 februari 2000 | Marokko | 18–10 | Roemenië | Casablanca |
| 6 februari 2000 |         |       |          | Casablanca |

| 6 februari 2000 | Portugal | 30–32 | Georgië | Lissabon |
| 6 februari 2000 |          |       |         | Lissabon |

| 6 februari 2000 | Spanje | 33–8 | Nederland | Majorca |
| 6 februari 2000 |        |      |           | Majorca |

| 20 februari 2000 | Georgië | 20–10 | Marokko | St Gaudens Toeschouwers: 500 |
| 20 februari 2000 |         |       |         | St Gaudens Toeschouwers: 500 |

| 20 februari 2000 | Roemenië | 39–10 | Nederland | Amsterdam |
| 20 februari 2000 |          |       |           | Amsterdam |

| 20 februari 2000 | Portugal | 21–19 | Spanje | Lissabon |
| 20 februari 2000 |          |       |        | Lissabon |

| 4 maart 2000 | Spanje | 36–32 | Georgië | Madrid |
| 4 maart 2000 |        |       |         | Madrid |

| 4 maart 2000 | Roemenië | 33–3 | Portugal | Boekarest Toeschouwers: 500 |
| 4 maart 2000 |          |      |          | Boekarest Toeschouwers: 500 |

| 4 maart 2000 | Nederland | 15–44 | Marokko | Amsterdam |
| 4 maart 2000 |           |       |         | Amsterdam |

| 19 maart 2000 | Georgië | 41–6 | Nederland | Tbilisi |
| 19 maart 2000 |         |      |           | Tbilisi |

| 19 maart 2000 | Roemenië | 25–6 | Spanje | Boekarest Toeschouwers: 500 |
| 19 maart 2000 |          |      |        | Boekarest Toeschouwers: 500 |

| 19 maart 2000 | Portugal | 9–3 | Marokko | Lissabon |
| 19 maart 2000 |          |     |         | Lissabon |

| 2 april 2000 | Georgië | 20–23 | Roemenië | Tbilisi Toeschouwers: 35.000 |
| 2 april 2000 |         |       |          | Tbilisi Toeschouwers: 35.000 |

| 2 april 2000 | Spanje | 15–19 | Marokko | Madrid |
| 2 april 2000 |        |       |         | Madrid |

| 2 april 2000 | Nederland | 13–11 | Portugal | Amsterdam |
| 2 april 2000 |           |       |          | Amsterdam |